# Arrondissement Albertville
Arrondissement Albertville (fr. Arrondissement d'Albertville) je správní územní jednotka ležící v departementu Savojsko a regionu Rhône-Alpes ve Francii. Člení se dále na devět kantonů a 82 obce.

## Kantony
- Aime
- Albertville-Nord
- Albertville-Sud
- Beaufort-sur-Doron
- Bourg-Saint-Maurice
- Bozel
- Grésy-sur-Isère
- Moûtiers
- Ugine